# Hyporhagus wagneri
Hyporhagus wagneri es una especie de coleóptero de la familia Monommatidae.

## Distribución geográfica
Habita en Argentina.